# Gomphocerippus
Mułek (Gomphocerippus) – rodzaj owadów prostoskrzydłych z rodziny szarańczowatych.
Są to owady średnich rozmiarów. Głowę tych szarańczaków cechują buławkowato pogrubione wierzchołki czułków o białych końcówkach. Przedplecze ma tylko jedną poprzeczną bruzdę na dysku wyraźnie zaznaczoną, biegnącą przez jego środek. Boczne listewki przedplecza mogą być u samców słabiej zaznaczone na przedzie. Pokrywy mają pole marginalne rozszerzone nasadowo i zwężone ku szczytowi, a przednią krawędź wciętą. Narząd bębenkowy nakryty jest fałdem oskórka. Obie płcie mają aparat strydulacyjny. U samców golenie przedniej pary odnóży nie są nabrzmiałe.
Przedstawiciele występują głównie w krainie palearktycznej, od Półwyspu Iberyjskiego po Daleki Wschód Rosji. W Polsce rodzaj ten jest reprezentowany tylko przez mułka buławkowatego.
Takson ten wprowadzony został w 1815 roku przez H. Radclyffe'a Robertsa. Należą tu 2 opisane gatunki:
- Gomphocerippus longipennis Li & Ren, 2016
- Gomphocerippus rufus (Linnaeus, 1758) – mułek buławkowaty